# Bipolarkoordinaten

Koordinatennetz der ebenen Bipolarkoordinaten

Bipolarkoordinaten sind orthogonale Koordinaten, die auf dem Kreis des Apollonios basieren, siehe Bild.
Sie werden mittels zweier fester Punkte, den Foki, definiert, in denen sich im Bild die roten Kreise schneiden. Die erste Koordinate (blau im Bild) eines Punktes ist der natürliche Logarithmus des Verhältnisses seiner Abstände zu den Foki, und die zweite Koordinate (rot) ist der Winkel in Radiant, unter denen die Foki erscheinen. Durch Extrusion senkrecht zur Bildebene entstehen #Bizylindrische Koordinaten, durch Rotation um die im Bild senkrechte Achse #Toroidale Koordinaten und durch Rotation um die im Bild waagerechte Achse #Bisphärische Koordinaten.
Die Laplace-Gleichung lässt sich im ebenen Fall und in den rotierten Koordinaten durch Trennung der Veränderlichen lösen, was bei der Helmholtz-Gleichung in bipolaren Koordinaten nicht gelingt.
Bipolarkoordinaten werden bisweilen in der Hydrodynamik eingesetzt.

## Bipolarkoordinaten in der Ebene

### Definition in der Ebene

Zur geometrischen Interpretation der Bipolarkoordinaten

Bipolarkoordinaten η,θ∈ℝ, -∞<η<∞, −π≤θ<π:362f eines Punktes P in der Ebene werden mittels zweier fester Punkte F1 und F2 definiert, die Foki genannt werden; diese sind die Schnittpunkte der roten Kreise im #Bild oben. Dann ist eη gleich dem Verhältnis der Abstände von P zu F1 und F2 oder mit dem Natürlichen Logarithmus ln:
{\displaystyle \eta ={\mathsf {\ln \left({\frac {|PF_{1}|}{|PF_{2}|}}\right)=\ln \left({\frac {d_{1}}{d_{2}}}\right)}}}
Der geometrische Ort aller Punkte, deren Abstandsverhältnis zu zwei Punkten gleich ist, ist der Kreis des Apollonios, blau im #Bild oben. Die andere Koordinate entspricht dem Winkel
{\displaystyle \theta ={\mathsf {\measuredangle (F_{1}\,P\,F_{2})}}}
der im Bild mit σ bezeichnet ist. Nach dem Umfangswinkelsatz liegen alle Punkte mit gleichem Umfangswinkel θ ebenfalls auf einem Kreis, der durch die beiden Foki führt, rot im #Bild oben. Auf der Geraden durch die beiden Foki ist zwischen den Foki θ=±π und sonst θ=0. Auf der Mittelsenkrechten von {\displaystyle {\mathsf {\overline {F_{1}\,F_{2}}}}} ist η=0, im Fokus F1 ist η=−∞ und in F2 ist η=+∞.
Für die analytische Beschreibung wird in der xy-Ebene die x-Achse durch die Foki geführt, der Koordinatenursprung mittig zwischen ihnen platziert und der Abstand der Foki vom Ursprung mit {\displaystyle a} bezeichnet. Fasst man die Ebene als komplexe Ebene auf mit imaginärer Einheit i2=-1, so gilt:81
{\displaystyle x-{\rm {i}}\,y=a{\frac {e^{\eta +{\rm {i}}\theta }+1}{e^{\eta +{\rm {i}}\theta }-1}}=a\coth \left({\frac {1}{2}}(\eta +{\rm {i}}\,\theta )\right)={\rm {i}}\,a\,\cot \left({\frac {\rm {i}}{2}}(\eta +\,{\rm {i}}\theta )\right)}
wo cot und coth die Kehrwerte vom Tangens tan bzw. Tangens hyperbolicus tanh darstellen. Weil auf der rechten Seite eine Holomorphe Funktion der komplexen Zahl {\displaystyle \eta +{\rm {i}}\,\theta } steht, sind die Koordinatenlinien von η und θ zueinander senkrecht, denn holomorphe Funktionen leisten winkeltreue Abbildungen, in diesem Fall auf das orthogonale kartesische Koordinatensystem. Die komplexe Umkehrfunktion ist
{\displaystyle \eta -{\rm {i}}\theta =\ln \left({\frac {x+{\rm {i}}\,y+a}{x+{\rm {i}}\,y-a}}\right)=2\,{\rm {atanh}}\left({\frac {a}{x+{\rm {i}}\,y}}\right)=-{\rm {i}}\,2\,\arctan \left({\frac {{\rm {i}}\,a}{x+{\rm {i}}\,y}}\right)}
wo arctan und atanh die Umkehrfunktionen zu den tan bzw. tanh Funktionen sind. Mit dem Sinus und Cosinus sin bzw. cos sowie dem Sinus hyperbolicus und Kosinus hyperbolicus sinh bzw. cosh schreibt sich das vektoriell:81
{\displaystyle {\begin{aligned}{\vec {r}}:={\begin{pmatrix}x\\y\end{pmatrix}}=&{\frac {a}{\cosh(\eta )-\cos(\theta )}}{\begin{pmatrix}\sinh(\eta )\\\sin(\theta )\end{pmatrix}}\\{\begin{pmatrix}\eta \\\theta \end{pmatrix}}=&{\begin{pmatrix}{\frac {1}{2}}\ln \left({\frac {(x+a)^{2}+y^{2}}{(x-a)^{2}+y^{2}}}\right)\\{\rm {atan2}}(y,x-a)-{\rm {atan2}}(y,x+a)\end{pmatrix}}\end{aligned}}}
Darin ist atan2 ebenfalls eine Umkehrfunktion des Tangens.

### Koordinatenlinien in der Ebene
Die Koordinatenlinien, auf denen η konstant ist, bilden die blauen Kreise im #Bild oben mit
{\displaystyle \left(x-a{\frac {\cosh(\eta )}{\sinh(\eta )}}\right)^{2}+y^{2}=\left({\frac {a}{\sinh(\eta )}}\right)^{2}}
Die Mittelpunkte liegen auf der x-Achse, wo sich auch die beiden Foki befinden. Bei y=0 ist {\displaystyle x_{1,2}=a{\tfrac {\cosh(\eta )\pm 1}{\sinh(\eta )}}}, und mit betraglich kleiner werdendem η dehnen sich die Kreise aus bis auf der y-Achse η=0 wird. Die Koordinaten x und η haben dasselbe Vorzeichen.:363
Auf den Kreisen mit unveränderlichem θ (rot im #Bild oben) ist
{\displaystyle x^{2}+\left(y-{\frac {a}{\tan(\theta )}}\right)^{2}=\left({\frac {a}{\sin(\theta )}}\right)^{2}}
Deren Mittelpunkte liegen auf der y-Achse, und bei y=0 ist x1,2=±a. In der oberen Halbebene ist θ positiv und in der unteren negativ, sodass y und θ dasselbe Vorzeichen besitzen. Im Spezialfall θ=±π⁄2 wird die Koordinatenlinie zum Kreis mit Radius a zwischen den Foki, bei θ=±π degeneriert die Linie zur Verbindungsstrecke der Foki, und auf dem Rest der x-Achse ist θ=0.

### Metrische Faktoren, Weg- und Flächenelemente in der Ebene
Die kovarianten Basisvektoren sind
{\displaystyle {\vec {g}}_{\eta }:={\frac {\partial {\vec {r}}}{\partial \eta }}={\frac {x}{a\tanh(\eta )}}{\begin{pmatrix}a-x\tanh(\eta )\\-y\tanh(\eta )\end{pmatrix}},\quad {\vec {g}}_{\theta }:={\frac {\partial {\vec {r}}}{\partial \theta }}={\frac {y}{a\tan(\theta )}}{\begin{pmatrix}-x\tan(\theta )\\a-y\tan(\theta )\end{pmatrix}}}
die, wie es sein muss, senkrecht zueinander sind. Deren Beträge werden metrische Faktoren genannt und sind hier gleich:
{\displaystyle h_{\eta }:=|{\vec {g}}_{\eta }|={\frac {a}{\cosh(\eta )-\cos(\theta )}},\quad h_{\theta }:=|{\vec {g}}_{\theta }|=h_{\eta }=:h}
Das bipolare Orthonormalsystem wird damit
{\displaystyle {\hat {c}}_{\eta }={\frac {h}{a}}{\begin{pmatrix}1-\cosh(\eta )\cos(\theta )\\-\sinh(\eta )\sin(\theta )\end{pmatrix}},\quad {\hat {c}}_{\theta }={\frac {h}{a}}{\begin{pmatrix}-\sinh(\eta )\sin(\theta )\\\cosh(\eta )\cos(\theta )-1\end{pmatrix}}}
Das Linien- und Flächenelement ergibt sich zu
{\displaystyle {\begin{aligned}{\rm {d}}{\vec {r}}=&{\vec {g}}_{\eta }{\rm {d}}\eta +{\vec {g}}_{\theta }{\rm {d}}\theta \\{\rm {d}}s^{2}:=&|{\rm {d}}{\vec {r}}|^{2}=h^{2}({\rm {d}}\eta ^{2}+{\rm {d}}\theta ^{2})\\{\rm {d}}a:=&{\begin{vmatrix}{\vec {g}}_{\eta }&{\vec {g}}_{\theta }\end{vmatrix}}\,{\rm {d}}\eta \,{\rm {d}}\theta =-h^{2}{\rm {d}}\eta \,{\rm {d}}\theta \end{aligned}}}
wo die senkrechten Striche |(.)| die Determinante ausgeben. In der Reihenfolge θ–η bilden die Basisvektoren ein Rechtssystem.

### Operatoren in der Ebene
Die üblichen Differentialoperatoren führt die Tabelle auf:18 {\displaystyle (h={\tfrac {a}{\cosh(\eta )-\cos(\theta )}}}, {\displaystyle {\vec {v}}=v_{\eta }{\hat {c}}_{\eta }+v_{\theta }{\hat {c}}_{\theta })}
| Gradient:         | {\displaystyle {\rm {grad}}\,f={\frac {1}{h}}\left({\hat {c}}_{\eta }{\frac {\partial f}{\partial \eta }}+{\hat {c}}_{\theta }{\frac {\partial f}{\partial \theta }}\right)} |
| Divergenz:        | {\displaystyle {\rm {div}}\,{\vec {v}}={\frac {1}{h^{2}}}\left({\frac {\partial (hv_{\eta })}{\partial \eta }}+{\frac {\partial (hv_{\theta })}{\partial \theta }}\right)}   |
| Rotation:         | {\displaystyle {\rm {rot}}\,{\vec {v}}={\frac {1}{h^{2}}}\left({\frac {\partial (hv_{\theta })}{\partial \eta }}-{\frac {\partial (hv_{\eta })}{\partial \theta }}\right)}   |
| Laplace-Operator: | {\displaystyle \Delta f={\frac {1}{h^{2}}}\left({\frac {\partial ^{2}f}{\partial \eta ^{2}}}+{\frac {\partial ^{2}f}{\partial \theta ^{2}}}\right)}                          |

### Lösung der Laplace- und Helmholtz-Gleichung in der Ebene
Die Helmholtz-Gleichung ist in Bipolaren Koordinaten nicht durch Trennung der Veränderlichen lösbar.:110 In der Laplace-Gleichung kann der Vorfaktor {\displaystyle {\tfrac {1}{h^{2}}}} eliminiert werden, sodass die Gleichung dieselbe Struktur wie in kartesischen Koordinaten bekommt und die Lösung wie dort erfolgt, siehe Laplace-Gleichung#Lösung in Kartesischen Koordinaten:364:
{\displaystyle {\begin{aligned}f(\eta ,\theta )=&N+P\eta +Q\theta \\&+\sum _{n}\{[A_{n}\sin(\alpha _{n}\eta )+B_{n}\cos(\alpha _{n}\eta )]e^{\alpha _{n}\theta }\\&\qquad \quad +e^{\alpha _{n}\eta }[C_{n}\sin(\alpha _{n}\theta )+D_{n}\cos(\alpha _{n}\theta )]\}\end{aligned}}}
Die vorkommenden Konstanten {\displaystyle N,P,Q,A_{n},B_{n},C_{n},D_{n},\alpha _{n}\in \mathbb {R} } dienen der Anpassung an die Randbedingungen. Insbesondere ist auch
{\displaystyle f(\eta ,\theta )=e^{\eta }\cos(\theta )}
Lösung der Laplace-Gleichung in Bipolarkoordinaten. Diese Funktion ist der Realteil der komplexen Funktion
{\displaystyle \varphi (\eta +{\rm {i}}\theta )=e^{\eta +{\rm {i}}\theta }={\overline {\left({\frac {x+{\rm {i}}y+a}{x+{\rm {i}}y-a}}\right)}}}

Lösung e^{η+iθ} der Laplace-Gleichung in Bipolarkoordinaten. Dargestellt ist der Realteil (rot positiv, blau negativ) und die schwarzen Niveaulinien des Imaginärteils. In einer Potentialströmung stellen sie Stromlinien dar.

wo der Strich den konjugiert komplexen Wert anzeigt, siehe Bild. Fasst man φ als komplexes Geschwindigkeitspotential einer Potentialströmung auf, dann ist ihr Realteil das reelle Geschwindigkeitspotential
{\displaystyle \phi (x,y)={\frac {x^{2}+y^{2}-a^{2}}{(x-a)^{2}+y^{2}}}}
und ihr Imaginärteil die Stromfunktion
{\displaystyle \psi (x,y)={\frac {(x+a)y-(x-a)y}{(x-a)^{2}+y^{2}}}}
(nicht zu verwechseln mit den in den rotierten Bipolarkoordinaten vorkommenden Winkeln.) Ihre Niveaulinien sind Stromlinien, die hier Kreise sind:
{\displaystyle r^{2}=(x-a)^{2}+(y-r)^{2},\quad r={\frac {a}{\psi }}}

## Bizylindrische Koordinaten

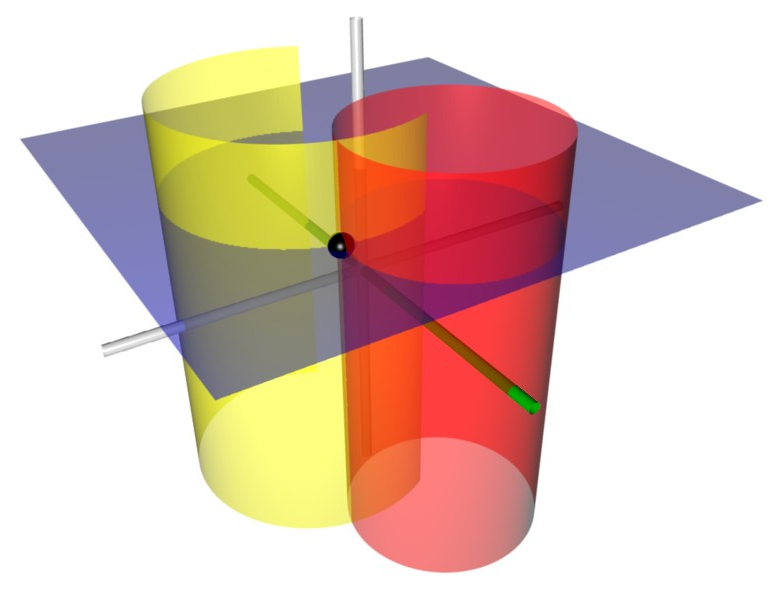
Koordinatenflächen der bizylindrischen Koordinaten

Durch Extrusion der Bipolarkoordinaten senkrecht zur Ebene entstehen bizylindrische Koordinaten (englisch Bi-cylindrical coordinates,:81 Bipolar cylindrical coordinates), siehe Bild. Die Helmholtz-Gleichung lässt sich in ihnen durch Trennung der Veränderlichen nicht lösen und die Laplace-Gleichung ist in bizylindrischen Koordinaten nur dann durch Trennung der Veränderlichen lösbar, wenn die gesuchte Funktion nicht von der z-Koordinate abhängt.:81:361–368

### Definition der bizylindrischen Koordinaten
Bipolarkoordinaten η,θ,z∈ℝ, -∞<η,z<∞, -π≤θ≤π:363 oder 0≤θ<2π entstehen aus den #Bipolarkoordinaten in der Ebene, indem diese um die z-Koordinate erweitert werden, sodass
{\displaystyle {\vec {r}}:={\begin{pmatrix}x\\y\\z\end{pmatrix}}={\begin{pmatrix}{\frac {a\sinh(\eta )}{\cosh(\eta )-\cos(\theta )}}\\{\frac {a\sin(\theta )}{\cosh(\eta )-\cos(\theta )}}\\z\end{pmatrix}},\quad {\begin{pmatrix}\eta \\\theta \\z\end{pmatrix}}={\begin{pmatrix}{\frac {1}{2}}\ln \left({\frac {(x+a)^{2}+y^{2}}{(x-a)^{2}+y^{2}}}\right)\\{\rm {atan2}}(y,x-a)-{\rm {atan2}}(y,x+a)\\z\end{pmatrix}}}
Darin ist atan2 ebenfalls eine Umkehrfunktion des Tangens.

### Koordinatenflächen in bizylindrischen Koordinaten
Die Koordinatenlinien, auf denen η und θ in der Grundebene konstant sind, werden durch Extrusion zu namensgebenden Zylindern, siehe Bild oben. Die Koordinatenflächen der z-Koordinate sind zur Grundebene parallele Ebenen, blau im Bild.

### Metrische Faktoren, Weg- und Flächenelemente in bizylindrischen Koordinaten
Die kovarianten Basisvektoren der Ebene bekommen in bizylindrischen Koordinaten eine zusätzliche z-Koordinate:
{\displaystyle {\begin{aligned}{\vec {g}}_{\eta }:=&{\frac {\partial {\vec {r}}}{\partial \eta }}={\frac {x}{a\tanh(\eta )}}{\begin{pmatrix}a-x\tanh(\eta )\\-y\tanh(\eta )\\0\end{pmatrix}}\\{\vec {g}}_{\theta }:=&{\frac {\partial {\vec {r}}}{\partial \theta }}={\frac {y}{a\tan(\theta )}}{\begin{pmatrix}-x\tan(\theta )\\a-y\tan(\theta )\\0\end{pmatrix}},\quad {\vec {g}}_{z}:={\frac {\partial {\vec {r}}}{\partial z}}={\begin{pmatrix}0\\0\\1\end{pmatrix}}\end{aligned}}}
Die metrischen Faktoren der Vektoren der zur Grundebene parallelen Basisvektoren bleiben unverändert
{\displaystyle h=h_{\eta }=h_{\theta }={\frac {a}{\cosh(\eta )-\cos(\theta )}}}
und der Vektor in z-Richtung hat den Betrag eins:
{\displaystyle h_{z}=1}
Das bizylindrische Orthonormalsystem wird damit
{\displaystyle {\hat {c}}_{\eta }={\frac {h}{a}}{\begin{pmatrix}1-\cosh(\eta )\cos(\theta )\\-\sinh(\eta )\sin(\theta )\\0\end{pmatrix}},\quad {\hat {c}}_{\theta }={\frac {h}{a}}{\begin{pmatrix}-\sinh(\eta )\sin(\theta )\\\cosh(\eta )\cos(\theta )-1\\0\end{pmatrix}},\quad {\hat {e}}_{z}={\begin{pmatrix}0\\0\\1\end{pmatrix}}}
Das Linien-, Flächen- und Volumenelement ergeben sich zu
{\displaystyle {\begin{aligned}{\rm {d}}{\vec {r}}=&{\vec {g}}_{\eta }{\rm {d}}\eta +{\vec {g}}_{\theta }{\rm {d}}\theta +{\vec {g}}_{z}{\rm {d}}z\\{\rm {d}}s^{2}:=&|{\rm {d}}{\vec {r}}|^{2}=h^{2}({\rm {d}}\eta ^{2}+{\rm {d}}\theta ^{2})+{\rm {d}}z^{2}\\{\rm {d}}{\vec {A}}=&h({\hat {c}}_{\eta }\,{\rm {d}}\theta +{\hat {c}}_{\theta }\,{\rm {d}}\eta )\,{\rm {d}}z+h^{2}{\hat {c}}_{z}\,{\rm {d}}\eta \,{\rm {d}}\theta \\{\rm {d}}v=&{\begin{vmatrix}{\vec {g}}_{\theta }&{\vec {g}}_{\eta }&{\vec {g}}_{z}\end{vmatrix}}\,{\rm {d}}\eta \,{\rm {d}}\theta \,{\rm {d}}z=h^{2}{\rm {d}}\eta \,{\rm {d}}\theta \,{\rm {d}}z\end{aligned}}}
wo die senkrechten Striche |(.)| die Determinante ausgeben. In der Reihenfolge θ–η–z bilden die Basisvektoren ein Rechtssystem.

### Operatoren in bizylindrischen Koordinaten
Die üblichen Differentialoperatoren führt die Tabelle auf:81 {\displaystyle (h={\tfrac {a}{\cosh(\eta )-\cos(\theta )}}}, {\displaystyle {\vec {v}}=v_{\eta }{\hat {c}}_{\eta }+v_{\theta }{\hat {c}}_{\theta }+v_{z}{\hat {c}}_{z})}
| Gradient:         | {\displaystyle {\rm {grad}}\,f={\frac {1}{h}}\left({\hat {c}}_{\eta }{\frac {\partial f}{\partial \eta }}+{\hat {c}}_{\theta }{\frac {\partial f}{\partial \theta }}\right)+{\hat {c}}_{z}{\frac {\partial f}{\partial z}}} |
| Divergenz:        | {\displaystyle {\rm {div}}\,{\vec {v}}={\frac {1}{h^{2}}}\left({\frac {\partial (hv_{\eta })}{\partial \eta }}+{\frac {\partial (hv_{\theta })}{\partial \theta }}\right)+{\frac {\partial v_{z}}{\partial z}}} |
| Rotation:         | {\displaystyle {\rm {rot}}\,{\vec {v}}=\left({\frac {1}{h}}{\frac {\partial v_{z}}{\partial \theta }}-{\frac {\partial v_{\theta }}{\partial z}}\right){\hat {c}}_{\eta }+\left({\frac {\partial v_{\eta }}{\partial z}}-{\frac {1}{h}}{\frac {\partial v_{z}}{\partial \eta }}\right){\hat {c}}_{\theta }+\left({\frac {\partial (hv_{\theta })}{\partial \eta }}-{\frac {\partial (hv_{\eta })}{\partial \theta }}\right){\frac {{\hat {c}}_{z}}{h^{2}}}} |
| Laplace-Operator: | {\displaystyle \Delta f={\frac {1}{h^{2}}}\left({\frac {\partial ^{2}f}{\partial \eta ^{2}}}+{\frac {\partial ^{2}f}{\partial \theta ^{2}}}\right)+{\frac {\partial ^{2}f}{\partial z^{2}}}} |

### Lösung der Laplace- und Helmholtz-Gleichung in bizylindrischen Koordinaten
Im Allgemeinen sind die Helmholtz- und Laplace-Gleichung in bizylindrischen Koordinaten nicht durch Trennung der Veränderlichen lösbar. Nur wenn die gesuchte Funktion nicht von z abhängt, gelingt die Trennung in der Laplace-Gleichung wie bei der #Lösung der Laplace- und Helmholtz-Gleichung in der Ebene gezeigt.:81

## Toroidale Koordinaten

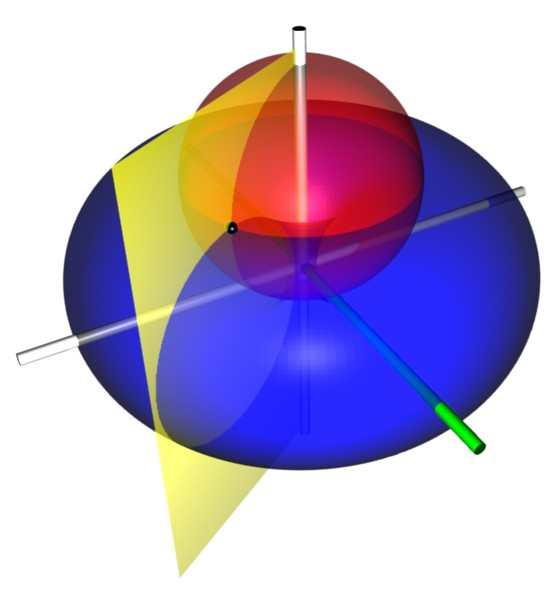
Koordinatenflächen der Toroidalen Koordinaten

Toroidale Koordinaten (englisch toroidal coordinates):666:112 entstehen durch Rotation der Apollonios-Kreise um die Mittelsenkrechte der Verbindungsstrecke der beiden Foki. Ein mögliches Koordinatensystem benutzt die ebenen Koordinaten η, θ und den Drehwinkel ψ um die Rotationsachse:112ff, was in den folgenden Abschnitten dargestellt wird. Eine andere Formulierung benutzt deren Funktionswerte cosh(η), cos(θ) und cos(ψ), was unter #Alternative Formulierung toroidaler Koordinaten skizziert wird.:666

### Definition der toroidalen Koordinaten
Die Rotation der Apollonios-Kreise erfolgt um die z-Achse, die im Bild wie üblich die Senkrechte einnimmt. Daher liefert jeder Schnitt der Koordinatenflächen mit einer Ebene, die die z-Achse enthält, ein dem #Bild oben vergleichbares Szenario. Die Wertebereiche der Koordinaten sind hier 0≤η<∞, -π<θ≤π, 0≤ψ<2π.:112:368 Die Foki liegen auf einem Kreis um die z-Achse, und wenn ψ den Winkel der Schnittebene um die z-Achse angibt, dann liegen in ihr die Foki an den Stellen
{\displaystyle {\vec {F}}_{1}=-a{\begin{pmatrix}\cos \psi \\\sin \psi \\0\end{pmatrix}},\quad {\vec {F}}_{2}=-{\vec {F}}_{1}}
In der Schnittebene gilt für jeden Punkt {\displaystyle {\vec {P}}} mit kartesischen Koordinaten (x,y,z)⊤:
{\displaystyle \eta =\ln \left({\frac {|{\vec {P}}-{\vec {F}}_{1}|}{|{\vec {P}}-{\vec {F}}_{2}|}}\right),\quad \theta =\measuredangle ({\vec {F}}_{2},{\vec {P}},{\vec {F}}_{1}),\quad \psi ={\rm {atan2}}(y,x)}
Weil ψ eine volle Umdrehung beschreiben kann, kann man sich auf Punkte beschränken, die in der Schnittebene näher an {\displaystyle {\vec {F}}_{2}} als an {\displaystyle {\vec {F}}_{1}} liegen, sodass der Wertebereich 0≤η<∞ ausreicht. Indem in den #Koordinatenlinien in der Ebene die y-Koordinate durch die z-Koordinate und die x-Koordinate dort durch die Kombination {\displaystyle \rho ={\sqrt {x^{2}+y^{2}}}} hier ersetzt wird, entstehen die Koordinatenlinien in der Schnittfläche.

### Koordinatenflächen in toroidalen Koordinaten
Die Koordinatenflächen, auf denen η konstant ist, sind Tori (blau im Bild oben) mit
{\displaystyle \left(\rho -a{\frac {\cosh(\eta )}{\sinh(\eta )}}\right)^{2}+z^{2}=\left({\frac {a}{\sinh(\eta )}}\right)^{2},\quad \rho ={\sqrt {x^{2}+y^{2}}}={\frac {a\sinh(\eta )}{\cosh(\eta )-\cos(\theta )}}}
Der Durchmesser der „Torusröhre“ ist r=a/sinh(η) und der Rotationsradius R=a/tanh(η)=r·cosh(η).
Auf den roten Kugelflächen ist θ  unveränderlich und
{\displaystyle \rho ^{2}+\left(z-a{\frac {\cos(\theta )}{\sin(\theta )}}\right)^{2}=\left({\frac {a}{\sin(\theta )}}\right)^{2}}
Deren Mittelpunkte liegen auf der z-Achse, und bei z=0 ist x2+y2=ρ2=a2.
Vektoriell schreibt sich das::368
{\displaystyle {\vec {r}}:={\begin{pmatrix}x\\y\\z\end{pmatrix}}=\rho {\begin{pmatrix}\cos(\psi )\\\sin(\psi )\\{\frac {\sin(\theta )}{\sinh(\eta )}}\end{pmatrix}},\quad {\begin{pmatrix}\eta \\\theta \\\psi \end{pmatrix}}={\begin{pmatrix}{\frac {1}{2}}\ln \left({\frac {(\rho +a)^{2}+z^{2}}{(\rho -a)^{2}+z^{2}}}\right)\\{\rm {atan2}}(z,\rho -a)-{\rm {atan2}}(z,\rho +a)\\{\rm {atan2}}(y,x)\end{pmatrix}}}

### Metrische Faktoren, Weg- und Flächenelemente in toroidalen Koordinaten
Die kovarianten Basisvektoren sind mit {\displaystyle \rho ={\sqrt {x^{2}+y^{2}}}={\tfrac {a\sinh(\eta )}{\cosh(\eta )-\cos(\theta )}}}
{\displaystyle {\begin{aligned}{\vec {g}}_{\eta }:=&{\frac {\partial {\vec {r}}}{\partial \eta }}={\frac {\rho ^{2}}{a\sinh(\eta )^{2}}}{\begin{pmatrix}[1-\cosh(\eta )\cos(\theta )]\cos(\psi )\\{}[1-\cosh(\eta )\cos(\theta )]\sin(\psi )\\-\sinh(\eta )\sin(\theta )\end{pmatrix}}\\{\vec {g}}_{\theta }:=&{\frac {\partial {\vec {r}}}{\partial \theta }}={\frac {z}{a\tan(\theta )}}{\begin{pmatrix}-x\tan(\theta )\\-y\tan(\theta )\\a-z\tan(\theta )\end{pmatrix}}\\{\vec {g}}_{\psi }:=&{\frac {\partial {\vec {r}}}{\partial \psi }}=\rho {\begin{pmatrix}-\sin(\psi )\\\cos(\psi )\\0\end{pmatrix}}\end{aligned}}}
die, wie es sein muss, senkrecht zueinander sind. Deren Beträge werden metrische Faktoren genannt und die ersten beiden sind wie in der Ebene identisch:
{\displaystyle h=|{\vec {g}}_{\eta }|=|{\vec {g}}_{\theta }|={\frac {a}{\cosh(\eta )-\cos(\theta )}}={\frac {\rho }{\sinh(\eta )}},\quad h_{\psi }:=|{\vec {g}}_{\psi }|=\rho =h\sinh(\eta )}
Das toroidale Orthonormalsystem wird damit
{\displaystyle {\begin{aligned}{\hat {c}}_{\eta }=&{\frac {h}{a}}{\begin{pmatrix}[1-\cosh(\eta )\cos(\theta )]\cos(\psi )\\{}[1-\cosh(\eta )\cos(\theta )]\sin(\psi )\\-\sinh(\eta )\sin(\theta )\end{pmatrix}},\;{\hat {c}}_{\theta }={\frac {z}{ah\tan(\theta )}}{\begin{pmatrix}-x\tan(\theta )\\-y\tan(\theta )\\a-z\tan(\theta )\end{pmatrix}}\\{\hat {c}}_{\psi }=&{\begin{pmatrix}-\sin(\psi )\\\cos(\psi )\\0\end{pmatrix}}\end{aligned}}}
Das Linien- und Volumenelement ergibt sich zu
{\displaystyle {\begin{aligned}{\rm {d}}{\vec {r}}=&{\vec {g}}_{\eta }{\rm {d}}\eta +{\vec {g}}_{\theta }{\rm {d}}\theta +{\vec {g}}_{\psi }{\rm {d}}\psi \\{\rm {d}}s^{2}:=&|{\rm {d}}{\vec {r}}|^{2}=h^{2}[{\rm {d}}\eta ^{2}+{\rm {d}}\theta ^{2}]+\rho ^{2}{\rm {d}}\psi ^{2}\\{\rm {d}}v:=&{\begin{vmatrix}{\vec {g}}_{\eta }&{\vec {g}}_{\theta }&{\vec {g}}_{\psi }\end{vmatrix}}\,{\rm {d}}\eta \,{\rm {d}}\theta \,{\rm {d}}\psi =\rho h^{2}\,{\rm {d}}\eta \,{\rm {d}}\theta \,{\rm {d}}\psi \end{aligned}}}
wo die senkrechten Striche |(.)| die Determinante ausgeben. In der Reihenfolge η–θ–ψ bilden die Basisvektoren ein Rechtssystem.

### Operatoren in toroidalen Koordinaten
Die üblichen Differentialoperatoren führt die Tabelle auf:81 {\displaystyle (h={\tfrac {a}{\cosh(\eta )-\cos(\theta )}}}, {\displaystyle \rho =h\sinh(\eta )}, {\displaystyle {\vec {v}}=v_{\eta }{\hat {c}}_{\eta }+v_{\theta }{\hat {c}}_{\theta }+v_{\psi }{\hat {c}}_{\psi })}
| Gradient:         | {\displaystyle {\rm {grad}}\,f={\frac {1}{h}}\left({\hat {c}}_{\eta }{\frac {\partial f}{\partial \eta }}+{\hat {c}}_{\theta }{\frac {\partial f}{\partial \theta }}\right)+{\hat {c}}_{\psi }{\frac {\partial f}{\partial \psi }}} |
| Divergenz:        | {\displaystyle {\rm {div}}\,{\vec {v}}={\frac {1}{\rho h^{2}}}\left[{\frac {\partial (\rho hv_{\eta })}{\partial \eta }}+{\frac {\partial (\rho hv_{\theta })}{\partial \theta }}\right]+{\frac {1}{\rho }}{\frac {\partial v_{\psi }}{\partial \psi }}} |
| Rotation:         | {\displaystyle {\begin{aligned}{\rm {rot}}\,{\vec {v}}=&{\frac {1}{\rho }}\left[\left({\frac {1}{h}}{\frac {\partial (\rho v_{\psi })}{\partial \theta }}-{\frac {\partial v_{\theta }}{\partial \psi }}\right){\hat {c}}_{\eta }+\left({\frac {\partial v_{\eta }}{\partial \psi }}-{\frac {1}{h}}{\frac {\partial (\rho v_{\psi })}{\partial \eta }}\right){\hat {c}}_{\theta }\right]\\&\qquad +{\frac {1}{h^{2}}}\left[{\frac {\partial (hv_{\theta })}{\partial \eta }}-{\frac {\partial (hv_{\eta })}{\partial \theta }}\right]{\hat {c}}_{\psi }\end{aligned}}} |
| Laplace-Operator: | {\displaystyle \Delta f={\frac {1}{\rho h^{2}}}\left[{\frac {\partial }{\partial \eta }}\left(\rho {\frac {\partial f}{\partial \eta }}\right)+{\frac {\partial }{\partial \theta }}\left(\rho {\frac {\partial f}{\partial \theta }}\right)\right]+{\frac {1}{\rho ^{2}}}{\frac {\partial ^{2}f}{\partial \psi ^{2}}}} |

### Lösung der Laplace- und Helmholtz-Gleichung in toroidalen Koordinaten
Die Laplace-Gleichung ist mit dem allgemeinen Ansatz
{\displaystyle \phi (\eta ,\theta ,\psi )={\frac {a}{h}}\cdot H(\eta )\cdot \Theta (\theta )\cdot \Psi (\psi ),\quad h={\frac {a}{\cosh(\eta )-\cos(\theta )}}}
separabel.:368–376 Die Faktoren ergeben sich aus den drei entkoppelten gewöhnlichen Differenzialgleichungen
{\displaystyle {\begin{aligned}&{\frac {\partial ^{2}H}{\partial \eta ^{2}}}+{\frac {1}{\tanh(\eta )}}{\frac {\partial H}{\partial \eta }}+\left({\frac {1}{4}}-\alpha _{2}-{\frac {\alpha _{3}}{\sinh(\eta )^{2}}}\right)H=0\\&{\frac {\partial ^{2}\Theta }{\partial \theta ^{2}}}+\alpha _{2}\Theta =0,\quad {\frac {\partial ^{2}\Psi }{\partial \psi ^{2}}}+\alpha _{3}\Psi =0\end{aligned}}}
Für die erste Gleichung findet Maxima bei α2=9⁄4 und α3=0 Lösungen der Form {\displaystyle H=A\cosh(\eta )}. Die letzten beiden Gleichungen lösen sich wie bei Laplace-Gleichung#Lösung in Kartesischen Koordinaten angegeben.
Denn mit dem Ansatz ergibt sich aus der Laplace-Gleichung {\displaystyle \Delta \phi =0}:
{\displaystyle {\sqrt {\frac {h^{5}}{a}}}{\frac {\sinh(\eta )^{2}}{H\Theta \Psi }}\Delta \phi =\left[{\frac {1}{4}}+{\frac {1}{H}}\left({\frac {\partial ^{2}H}{\partial \eta ^{2}}}+{\frac {1}{\tanh(\eta )}}{\frac {\partial H}{\partial \eta }}\right)+{\frac {1}{\Theta }}{\frac {\partial ^{2}\Theta }{\partial \theta ^{2}}}\right]\sinh(\eta )^{2}+{\frac {\frac {\partial ^{2}\Psi }{\partial \psi ^{2}}}{\Psi }}=0}
Weil nur der letzte Term auf der linken Seite von ψ abhängt und die linke Seite im gesamten betrachteten Gebiet in Summe verschwindet, muss der letzte Term auf der linken Seite konstant sein:
{\displaystyle {\frac {\frac {\partial ^{2}\Psi }{\partial \psi ^{2}}}{\Psi }}=-\alpha _{3}}
Das liefert umgestellt:
{\displaystyle {\frac {1}{4}}+{\frac {1}{H}}\left({\frac {\partial ^{2}H}{\partial \eta ^{2}}}+{\frac {1}{\tanh(\eta )}}{\frac {\partial H}{\partial \eta }}\right)-{\frac {\alpha _{3}}{\sinh(\eta )^{2}}}=-{\frac {1}{\Theta }}{\frac {\partial ^{2}\Theta }{\partial \theta ^{2}}}}
Weil die linke Seite nur von η abhängt und die rechte nur von θ müssen beide Seiten konstant (=α2) sein, woraus die Differenzialgleichungen zur Bestimmung der Faktoren aus dem Ansatz resultieren.

### Alternative Formulierung toroidaler Koordinaten
Eine alternative Formulierung toroidaler Koordinaten:666 benutzt die Funktionswerte statt der Variablen der vorangegangenen Abschnitte:
{\displaystyle {\begin{pmatrix}\xi _{1}\\\xi _{2}\\\xi _{3}\end{pmatrix}}={\begin{pmatrix}\cosh(\eta )\\\cos(\theta )\\\cos(\psi )\end{pmatrix}},\quad {\begin{pmatrix}x\\y\\z\end{pmatrix}}={\frac {a}{\xi _{1}-\xi _{2}}}{\begin{pmatrix}\xi _{3}{\sqrt {\xi _{1}^{2}-1}}\\{\sqrt {(\xi _{1}^{2}-1)(1-\xi _{3}^{2})}}\\{\sqrt {1-\xi _{2}^{2}}}\end{pmatrix}}}
Hier lauten die Metrischen Faktoren
{\displaystyle h_{1}={\frac {a}{(\xi _{1}-\xi _{2}){\sqrt {\xi _{1}^{2}-1}}}},\,h_{2}={\frac {a}{(\xi _{1}-\xi _{2}){\sqrt {1-\xi _{2}^{2}}}}},\,h_{3}={\frac {a}{\xi _{1}-\xi _{2}}}{\sqrt {\frac {\xi _{1}^{2}-1}{1-\xi _{3}^{2}}}}}
und die normierte Basis
{\displaystyle {\hat {c}}_{1}={\frac {1}{a{\sqrt {\xi _{1}^{2}-1}}}}{\begin{pmatrix}(1-\xi _{1}\xi _{2})x\\(1-\xi _{1}\xi _{2})y\\-(\xi _{1}^{2}-1)z\end{pmatrix}},\;{\hat {c}}_{2}={\frac {\sqrt {1-\xi _{2}^{2}}}{a}}{\begin{pmatrix}x\\y\\z-{\frac {a\xi _{2}}{\sqrt {1-\xi _{2}^{2}}}}\end{pmatrix}},\;{\hat {c}}_{3}={\begin{pmatrix}{\sqrt {1-\xi _{3}^{2}}}\\-\xi _{3}\\0\end{pmatrix}}}
Eine Lösung der Laplace-Gleichung gelingt mit Trennung der Variablen und dem Ansatz
{\displaystyle \phi ={\frac {\sqrt {\xi _{1}-\xi _{2}}}{a}}\Xi _{1}(\xi _{1})\Xi _{2}(\xi _{2})\Xi _{3}(\xi _{3})}.
Die Faktoren ergeben sich aus den drei entkoppelten gewöhnlichen Differenzialgleichungen
{\displaystyle {\begin{aligned}0=&(\xi _{1}^{2}-1){\frac {\partial ^{2}\Xi _{1}}{\partial \xi _{1}^{2}}}+2\xi _{1}{\frac {\partial \Xi _{1}}{\partial \xi _{1}}}+\left(\alpha _{2}+{\frac {1}{4}}+{\frac {\alpha _{3}}{\xi _{1}^{2}-1}}\right)\Xi _{1}\\0=&(1-\xi _{2}^{2}){\frac {\partial ^{2}\Xi _{2}}{\partial \xi _{2}^{2}}}-\xi _{2}{\frac {\partial \Xi _{2}}{\partial \xi _{2}}}-\alpha _{2}\Xi _{2}\\0=&(1-\xi _{3}^{2}){\frac {\partial ^{2}\Xi _{3}}{\partial \xi _{3}^{2}}}-\xi _{3}{\frac {\partial \Xi _{3}}{\partial \xi _{3}}}-\alpha _{3}\Xi _{3}\end{aligned}}}
Für die letzten beiden Gleichungen findet Maxima Lösungen der Form
{\displaystyle f(x)={\begin{cases}\alpha \neq 0:&A\sin {\big (}{\sqrt {\alpha }}\,{\rm {acosh}}(x){\big )}+B\cos {\big (}{\sqrt {\alpha }}\,{\rm {acosh}}(x){\big )}\\\alpha =0:&A\,{\rm {acosh}}(x)+B\end{cases}}}
Die erste Gleichung wird bei α2=-9⁄4 und α3=0 von {\displaystyle \Xi _{1}=A\xi _{1}} erfüllt.

## Bisphärische Koordinaten

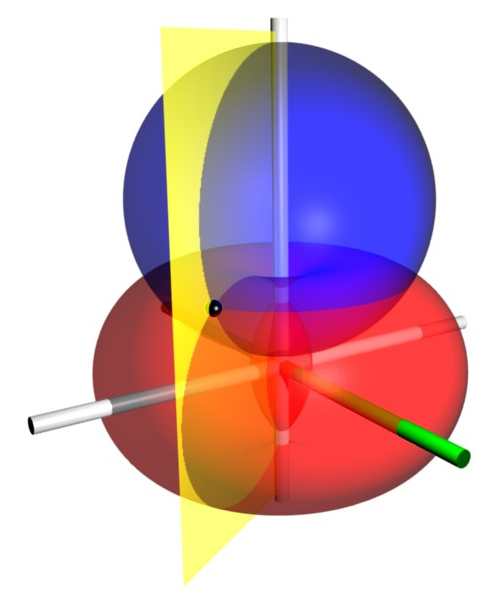
Koordinatenflächen der Bisphärischen Koordinaten bestehen aus Spindeltori (rot), Kugeln (blau) und Halbebenen (gelb).

Bisphärische Koordinaten (englisch bispherical coordinates):665:100:376–379 entstehen durch Rotation der Kreise im #Bild oben um die Verbindungsstrecke der beiden Foki, die in die z-Koordinatenlinie gelegt werden; diese ist im Bild wie üblich senkrecht orientiert. Ein mögliches Koordinatensystem benutzt die ebenen Koordinaten η, θ und den Drehwinkel ψ um die Rotationsachse,:376–379:100 was in den folgenden Abschnitten ausführlich dargestellt wird. Eine andere Möglichkeit benutzt deren Funktionswerte cosh(η), cos(θ) und cos(ψ), was unter #Alternative Formulierung bisphärischer Koordinaten skizziert wird.:665

### Definition der bisphärischen Koordinaten
Die Rotationsachse repräsentiert die z-Koordinate, die im Bild wie üblich die Senkrechte einnimmt. Daher liefert jeder Schnitt der Koordinatenflächen mit einer Ebene, die die z-Achse enthält, ein dem #Bild oben vergleichbares Szenario. Die Wertebereiche der Koordinaten sind hier -∞<η<∞, 0≤θ<π, 0≤ψ<2π.:110:376 Die Foki liegen auf der z-Achse an den Stellen
{\displaystyle {\vec {F}}_{1}={\begin{pmatrix}0\\0\\-a\end{pmatrix}},\quad {\vec {F}}_{2}=-{\vec {F}}_{1}}
Für jeden Punkt {\displaystyle {\vec {P}}} mit kartesischen Koordinaten (x,y,z)⊤ gilt genauso wie bei der #Definition in der Ebene:
{\displaystyle \eta =\ln \left({\frac {|PF_{1}|}{|PF_{2}|}}\right),\quad \theta =\measuredangle (F_{1}\,P\,F_{2})}
Die Koordinaten des Ortsvektors schreiben sich mit
{\displaystyle \rho ={\sqrt {x^{2}+y^{2}}}={\frac {a\sin(\theta )}{\cosh(\eta )-\cos(\theta )}}}
ähnlich wie in der Ebene::376
{\displaystyle {\begin{aligned}{\vec {r}}:={\begin{pmatrix}x\\y\\z\end{pmatrix}}=&{\frac {a}{\cosh(\eta )-\cos(\theta )}}{\begin{pmatrix}\sin(\theta )\cos(\psi )\\\sin(\theta )\sin(\psi )\\\sinh(\eta )\end{pmatrix}}\\{\begin{pmatrix}\eta \\\theta \\\psi \end{pmatrix}}=&{\begin{pmatrix}{\frac {1}{2}}{\rm {ln}}\left({\frac {\rho ^{2}+(z+a)^{2}}{\rho ^{2}+(z-a)}}\right)\\{\rm {atan2}}(\rho ,z-a)-{\rm {atan2}}(\rho ,z+a)\\{\rm {atan2}}(y,x)\end{pmatrix}}\end{aligned}}}

### Koordinatenflächen in bisphärischen Koordinaten
Die Koordinatenflächen, auf denen η konstant ist, sind Kugeln (blau im Bild oben) mit
{\displaystyle \rho ^{2}+\left(z-{\frac {a}{\tanh(\eta )}}\right)^{2}=\left({\frac {a}{\sinh(\eta )}}\right)^{2},\quad \rho ={\sqrt {x^{2}+y^{2}}}={\frac {a\sin(\theta )}{\cosh(\eta )-\cos(\theta )}}}
Bei η>0 liegen die Kugeln über der xy-Ebene, bei η<0 darunter, und bei η=0 entarten sie zur xy-Ebene. Für η→±∞ geht ρ→0 und z→±a. Die Schnittpunkte mit der z-Achse liegen bei {\displaystyle z=a{\tfrac {\cosh(\eta )\pm 1}{\sinh(\eta )}}}.
Auf dem roten Spindeltorus ist θ  unveränderlich und
{\displaystyle \left(\rho -{\frac {a}{\tan(\theta )}}\right)^{2}+z^{2}=\left({\frac {a}{\sin(\theta )}}\right)^{2}}
Der Durchmesser der „Torusröhre“ ist r=a/sin(θ) und der Rotationsradius R=a/tan(θ)=r·cos(θ). Weil sich die roten Kreise im #Bild oben schneiden, durchdringen sich die roten Tori selbst. Bei θ<π⁄2 sind die Flächen apfelförmig und bei θ>π⁄2 ist die Fläche spindelförmig. Im Spezialfall θ=π⁄2 wird die Koordinatenfläche zur Kugel mit Radius a zwischen den Foki. Bei θ=π degeneriert die Fläche zur Verbindungsstrecke der Foki und bei θ=0 zum Rest der z-Achse, denn in diesen Fällen ist ρ=0.:376
Auf jeder Ebene, die die z-Achse enthält, ist die dritte Koordinate ψ konstant und
{\displaystyle \psi ={\rm {atan2}}(y,x)={\text{const.}}}

### Metrische Faktoren, Weg- und Flächenelemente in bisphärischen Koordinaten
Die kovarianten Basisvektoren sind mit {\displaystyle \rho ={\sqrt {x^{2}+y^{2}}}={\tfrac {a\sin(\theta )}{\cosh(\eta )-\cos(\theta )}}}
{\displaystyle {\begin{aligned}{\vec {g}}_{\eta }:=&{\frac {\partial {\vec {r}}}{\partial \eta }}={\frac {\rho \sinh(\eta )}{a\sin(\theta )}}{\begin{pmatrix}-x\\-y\\a\coth(\eta )-z\end{pmatrix}}\\{\vec {g}}_{\theta }:=&{\frac {\partial {\vec {r}}}{\partial \theta }}={\frac {\rho }{a\sin(\theta )^{2}}}{\begin{pmatrix}[\cosh(\eta )\cos(\theta )-1]x\\{}[\cosh(\eta )\cos(\theta )-1]y\\-\sin(\theta )^{2}z\end{pmatrix}}\\{\vec {g}}_{\psi }:=&{\frac {\partial {\vec {r}}}{\partial \psi }}=\rho {\begin{pmatrix}-\sin(\psi )\\\cos(\psi )\\0\end{pmatrix}}\end{aligned}}}
die, wie es sein muss, senkrecht zueinander sind. Deren Beträge werden metrische Faktoren genannt und die ersten beiden sind wie in der Ebene identisch:
{\displaystyle h=|{\vec {g}}_{\eta }|=|{\vec {g}}_{\theta }|={\frac {a}{\cosh(\eta )-\cos(\theta )}}={\frac {\rho }{\sin(\theta )}},\quad h_{\psi }:=|{\vec {g}}_{\psi }|=\rho =h\sin(\theta )}
Das bisphärische Orthonormalsystem wird damit
{\displaystyle {\begin{aligned}{\hat {c}}_{\eta }:=&{\frac {\sinh(\eta )}{a}}{\begin{pmatrix}-x\\-y\\a\coth(\eta )-z\end{pmatrix}}\\{\hat {c}}_{\theta }:=&{\frac {1}{a\sin(\theta )}}{\begin{pmatrix}[\cosh(\eta )\cos(\theta )-1]x\\{}[\cosh(\eta )\cos(\theta )-1]y\\-\sin(\theta )^{2}z\end{pmatrix}}\\{\hat {c}}_{\psi }:=&{\begin{pmatrix}-\sin(\psi )\\\cos(\psi )\\0\end{pmatrix}}\end{aligned}}}
Das Linien- und Volumenelement ergibt sich zu
{\displaystyle {\begin{aligned}{\rm {d}}{\vec {r}}=&{\vec {g}}_{\eta }{\rm {d}}\eta +{\vec {g}}_{\theta }{\rm {d}}\theta +{\vec {g}}_{\psi }{\rm {d}}\psi \\{\rm {d}}s^{2}:=&|{\rm {d}}{\vec {r}}|^{2}=h^{2}[{\rm {d}}\eta ^{2}+{\rm {d}}\theta ^{2}]+\rho ^{2}{\rm {d}}\psi ^{2}\\{\rm {d}}v:=&{\begin{vmatrix}{\vec {g}}_{\eta }&{\vec {g}}_{\theta }&{\vec {g}}_{\psi }\end{vmatrix}}\,{\rm {d}}\eta \,{\rm {d}}\theta \,{\rm {d}}\psi =-\rho h^{2}\,{\rm {d}}\eta \,{\rm {d}}\theta \,{\rm {d}}\psi \end{aligned}}}
wo die senkrechten Striche |(.)| die Determinante ausgeben. In der Reihenfolge η–θ–ψ bilden die Basisvektoren kein Rechtssystem.

### Operatoren in bisphärischen Koordinaten
Die Operatoren in bisphärischen Koordinaten ergeben sich durch Einsetzen der hiesigen Werte
{\displaystyle h={\frac {a}{\cosh(\eta )-\cos(\theta )}}={\frac {\rho }{\sin(\theta )}},\quad \rho =h\sin(\theta )}
in die unter #Operatoren in toroidalen Koordinaten angegebenen Formeln.

### Lösung der Laplace- und Helmholtz-Gleichung in bisphärischen Koordinaten
Die Laplace-Gleichung ist mittels Trennung der Veränderlichen und dem Ansatz
{\displaystyle \phi ={\sqrt {\cosh(\eta )-\cos(\theta )}}\cdot H(\eta )\cdot \Theta (\theta )\cdot \Psi (\psi )}
lösbar. Die Faktoren ergeben sich aus den drei entkoppelten gewöhnlichen Differenzialgleichungen:378
{\displaystyle {\begin{aligned}&{\frac {\partial ^{2}H}{\partial \eta ^{2}}}+\left(-{\frac {1}{4}}-\alpha _{2}\right)H=0,\quad {\frac {\partial ^{2}\Psi }{\partial \psi ^{2}}}+\alpha _{3}\Psi =0\\&{\frac {\partial ^{2}\Theta }{\partial \theta ^{2}}}+\cot(\theta )\,{\frac {\partial \Theta }{\partial \theta }}+\left[\alpha _{2}-{\frac {\alpha _{3}}{\sin(\theta )^{2}}}\right]\Theta =0\end{aligned}}}
Denn Einsetzen von {\displaystyle h={\tfrac {a}{\cosh(\eta )-\cos(\theta )}},\,\rho =h\sin(\theta )} und dieses Ansatzes in die bei #Operatoren in toroidalen Koordinaten angegebene Laplace-Gleichung führt auf
{\displaystyle {\begin{aligned}\Delta \phi =&{\sqrt {\frac {a}{h\,\rho ^{4}}}}\,{\bigg (}\Theta \,\Psi \,{\frac {\partial ^{2}H}{\partial \eta ^{2}}}\,\sin(\theta )^{2}+H\,\Psi \,\left[\sin(\theta )\,{\frac {\partial ^{2}\Theta }{\partial \theta ^{2}}}+\cos(\theta )\,{\frac {\partial \Theta }{\partial \theta }}\right]\,\sin(\theta )\dots \\&\qquad \qquad \dots +H\,\Theta \,{\frac {\partial ^{2}\Psi }{\partial \psi ^{2}}}-{\frac {\sin(\theta )^{2}}{4}}\,H\,\Theta \,\Psi {\bigg )}=0\end{aligned}}}
Division durch den Vorfaktor und H·Θ·Ψ liefert:
{\displaystyle {\frac {\frac {\partial ^{2}H}{\partial \eta ^{2}}}{H}}\,\sin(\theta )^{2}+{\frac {1}{\Theta }}\left[\sin(\theta )\,{\frac {\partial ^{2}\Theta }{\partial \theta ^{2}}}+\cos(\theta )\,{\frac {\partial \Theta }{\partial \theta }}\right]\,\sin(\theta )-{\frac {\sin(\theta )^{2}}{4}}+{\frac {\frac {\partial ^{2}\Psi }{\partial \psi ^{2}}}{\Psi }}=0}
Weil nur der letzte Term auf der linken Seite von ψ abhängt, kann die Gleichung im gesamten betrachteten Gebiet nur dann zutreffen, wenn dieser Term eine Konstante (−α3) darstellt:
{\displaystyle {\frac {\frac {\partial ^{2}\Psi }{\partial \psi ^{2}}}{\Psi }}=-\alpha _{3}}
Dies eingesetzt und Division durch sin(θ)2 zeigt:
{\displaystyle {\frac {\frac {\partial ^{2}H}{\partial \eta ^{2}}}{H}}+{\frac {1}{\Theta }}\left[{\frac {\partial ^{2}\Theta }{\partial \theta ^{2}}}+\cot(\theta )\,{\frac {\partial \Theta }{\partial \theta }}\right]-{\frac {1}{4}}-{\frac {\alpha _{3}}{\sin(\theta )^{2}}}=0}
Hier kommt η nur im ersten Term vor, sodass dieser ebenfalls eine Konstante sein muss
{\displaystyle {\frac {\frac {\partial ^{2}H}{\partial \eta ^{2}}}{H}}-{\frac {1}{4}}=\alpha _{2}}
was auf die drei genannten Differenzialgleichungen führt. Die ergeben sich auch aus:377f
{\displaystyle {\begin{aligned}\mathbf {S} ={\begin{pmatrix}1&-1&0\\0&1&{\frac {-1\;\;}{\sin(\theta )^{2}}}\\0&0&1\end{pmatrix}},{\begin{array}{llllll}f_{1}=1,&Q=h^{2}\\f_{2}=1,&R={\sqrt {\frac {h}{a}}}\\f_{3}=a\sin(\theta ),&h={\frac {a}{\cosh(\eta )-\cos(\theta )}}\end{array}}\end{aligned}}}
mit der in Laplace-Gleichung#Allgemeines Vorgehen in drei Dimensionen beschriebenen Methode.

### Alternative Formulierung bisphärischer Koordinaten
Auch für bisphärische Koordinaten gibt es eine alternative Formulierung:665, die die Funktionswerte statt der Variablen der vorangegangenen Abschnitte benutzt:
{\displaystyle {\begin{pmatrix}\xi _{1}\\\xi _{2}\\\xi _{3}\end{pmatrix}}={\begin{pmatrix}\cosh(\eta )\\\cos(\theta )\\\cos(\psi )\end{pmatrix}},\quad {\begin{pmatrix}x\\y\\z\end{pmatrix}}={\frac {a}{\xi _{1}-\xi _{2}}}{\begin{pmatrix}\xi _{3}{\sqrt {1-\xi _{2}^{2}}}\\{\sqrt {(1-\xi _{2}^{2})(1-\xi _{3}^{2})}}\\{\sqrt {\xi _{1}^{2}-1}}\end{pmatrix}}}
Hier lauten die metrischen Faktoren
{\displaystyle h_{1}={\frac {\rho }{\sqrt {(\xi _{1}^{2}-1)(1-\xi _{2}^{2})}}},\;h_{2}={\frac {\rho }{1-\xi _{2}^{2}}},\;h_{3}={\frac {\rho }{\sqrt {1-\xi _{3}^{2}}}}}
und die normierte Basis
{\displaystyle {\hat {c}}_{1}={\frac {1}{a{\sqrt {\xi _{1}^{2}-1}}}}{\begin{pmatrix}-(\xi _{1}^{2}-1)x\\-(\xi _{1}^{2}-1)y\\(1-\xi _{1}\xi _{2})z\end{pmatrix}},\,{\hat {c}}_{2}={\frac {1}{\rho (\xi _{1}-\xi _{2})}}{\begin{pmatrix}(1-\xi _{1}\xi _{2})x\\(1-\xi _{1}\xi _{2})y\\(1-\xi _{2}^{2})z\end{pmatrix}},\,{\hat {c}}_{3}={\frac {1}{\rho }}{\begin{pmatrix}y\\-x\\0\end{pmatrix}}}
Eine Lösung der Laplace-Gleichung gelingt mit Trennung der Variablen und dem Ansatz
{\displaystyle \phi ={\sqrt {\frac {\xi _{1}-\xi _{2}}{a}}}\,\Xi _{1}(\xi _{1})\,\Xi _{2}(\xi _{2})\,\Xi _{3}(\xi _{3})}.
Die Faktoren ergeben sich aus den drei entkoppelten gewöhnlichen Differenzialgleichungen
{\displaystyle {\begin{aligned}(\xi _{1}^{2}-1)\,{\frac {\partial ^{2}\Xi _{1}}{\partial \xi _{1}^{2}}}+\xi _{1}\,{\frac {\partial \Xi _{1}}{\partial \xi _{1}}}-\alpha _{1}\,\Xi _{1}=&0\\(1-\xi _{2}^{2})\,{\frac {\partial ^{2}\Xi _{2}}{\partial \xi _{2}^{2}}}-2\,\xi _{2}\,{\frac {\partial \Xi _{2}}{\partial \xi _{2}}}+\left[\alpha _{1}-{\frac {1}{4}}+{\frac {\alpha _{3}}{1-\xi _{2}^{2}}}\right]\,\Xi _{2}=&0\\(1-\xi _{3}^{2})\,{\frac {\partial ^{2}\Xi _{3}}{\partial \xi _{3}^{2}}}-\xi _{3}\,{\frac {\partial \Xi _{3}}{\partial \xi _{3}}}-\alpha _{3}\,\Xi _{3}=&0\end{aligned}}}
Das ergibt sich mit
{\displaystyle {\begin{aligned}\mathbf {S} ={\begin{pmatrix}{\frac {1}{\xi _{1}^{2}-1}}&{\frac {1}{\xi _{1}^{2}-1}}&0\\0&{\frac {-1}{1-\xi _{2}^{2}}}&{\frac {1}{(1-\xi _{2}^{2})^{2}}}\\0&0&{\frac {-1}{1-\xi _{3}^{2}}}\end{pmatrix}},\;{\begin{array}{llllll}f_{1}={\sqrt {\xi _{1}^{2}-1}},&Q={\frac {a^{2}}{(\xi _{1}-\xi _{2})^{2}}}\\f_{2}=1-\xi _{2}^{2},&R={\sqrt {\frac {a}{\xi _{1}-\xi _{2}}}}\\f_{3}={\sqrt {1-\xi _{3}^{2}}}\end{array}}\end{aligned}}}
aus der in Laplace-Gleichung#Allgemeines Vorgehen in drei Dimensionen beschriebenen Methode.